# Steven Waddington
Steven Waddington (Leeds, Yorkshire, Anglaterra, 28 novembre 1968) és un actor anglès de cinema i televisió , conegut pel seu paper secundari a l'obra de Michael Mann L'últim dels mohicans.

## Biografa
Waddington va néixer a Leeds,  Yorkshire, el fill petit de Peter Waddington i Averill Stubbs. Va anar a la Lawns Park Primary School i a l'Intake Institut, ambdues a Leeds. Va actuar en obres escolars i va aparèixer en diverses produccions de la televisió de Yorkshire, com Emmerdale Farm i Eighteen Desperate Hours, de vegades com a extra i de vegades amb unes quantes línies de diàleg. Poc després del seu divuitè aniversari va guanyar un lloc a l'East 15 Acting School a Loughton, Essex.
Va acabar la seva formació l'estiu de 1989 i a continuació va entrar a la  Royal Shakespeare Company, primer a Stratford i després al Barbican i en  gira a Newcastle. Va ser llançat en la seva primera pel·lícula, Edward II, després de ser recomanat a Derek Jarman per un actor amic, Nigel Terry, amb qui havia treballat anteriorment en una producció de Pericles al RSC.
El seu primer paper va ser com el rei homònim en la pel·lícula de Derek Jarman Edward II. Waddington va protagonitzar Boudica (2003) com Prasútag, també el Duc de Buckingham (que, casualment, estava directament relacionat amb Edward II) en el Showtime The Tudors, estrenada  l'1 d'abril de 2007 en els Estats Units. També va actuar en el film de Tim Burton Sleepy Hollow (1999) com a Killian. Va interpretar el paper protagonista com a  Jeff en el film de Steve Coogan The Parole Officier (2001).
Després va aparèixer en el drama Signes Vitals juntament amb Tamzin Outhwaite i va protagonitzar com a Ricard Cor de Lleó la sèrie final de Robin Hood. Waddington també va protagonitzar com a Wilfred de Ivanhoe la producció de la  BBC/Un&E  de 1997 Ivanhoe,  basada en la novel·la deWalter Scott. Waddington va tornar a fer el paper de Ricard Cor de Lleó en el  drama  Heroes and Villains: Richard Lionheart (2007) al canal Discovery.
D'abril a juliol de 2010 va fer d'Adam Fleet a Waterloo Road. Va actuar en  dues pel·lícules sueques. El 2008 va fer d'Arnold de Torroja en la pel·lícula i mini-sèries Arn - The Knight Templar i de McCullen a Agent Hamilton: But Not If It  Concerns Your Daughter el  2012. El 2012 va aparèixer en la quarta part de la  minisèrie Titanic a l'ITV.

## Filmografia
Les seves pel·lícules més destacades són:
| Any  | Títol                                             | Paper                        | Notes                  |
| ---- | ------------------------------------------------- | ---------------------------- | ---------------------- |
| 1991 | Edward II                                         | Rei Eduard II                |                        |
| 1992 | L'últim dels mohicans (The Last of Mohicans)      | Maj. Duncan Heyward          |                        |
| 1992 | 1492: Conquest of Paradis                         | Bartomeu Colom               |                        |
| 1994 | Dont Get em started                               | Jerry Hoff                   |                        |
| 1994 | Prince of Jutland                                 | Ribold                       |                        |
| 1995 | Carrington                                        | Ralph Partridge              |                        |
| 1997 | Breakdown                                         | Cowboy al Banc               |                        |
| 1997 | El rostre (Face)                                  | Stevie                       |                        |
| 1998 | Tarzan and the Lost City                          | Nigel Ravens                 |                        |
| 1999 | Sleepy Hollow                                     | Killian                      | Llevadora Beth Killian |
| 2000 | The Unscarred                                     | Travis Moore                 |                        |
| 2001 | The Hole                                          | DCS Tom Howard               |                        |
| 2001 | The Parole Officer                                | Jeff                         |                        |
| 2003 | Boudica                                           | Rei Prasútag                 |                        |
| 2005 | Esmorzar a Plutó (Breakfast on Pluto)             | Inspector Routledge          |                        |
| 2007 | Airlock, or How to Say Goodbay in Space           | Carl Ackland                 | curt                   |
| 2007 | Arn – The Knight Templar                          | Arnau de Torroja             |                        |
| 2008 | Largo Winch                                       | Stephan Marcus               |                        |
| 2010 | Ultramarines: A Warhammer 40,000 Movie            | Germà Verenor                | Veu                    |
| 2010 | The Crossing                                      | curt                         |                        |
| 2011 | Suicide Tuesday                                   | Policia en bicicleta         | curt                   |
| 2011 | Capture Antologies: The Dimensions of Self        | Carl Ackland                 | Segment: "Airlock"     |
| 2011 | The Hunters                                       | Ronny                        | Vídeo                  |
| 2011 | Jabberwock                                        | John                         | telefilm               |
| 2012 | When The Lights Went Out                          | Len                          |                        |
| 2012 | The Sweeney                                       | Detectiu Constable Miller    |                        |
| 2012 | Agent Hamilton: But Not If Concerns Your Daughter | McCullen                     |                        |
| 2014 | A Little Chaos                                    | Thierry Duras                |                        |
| 2014 | The Imitation Game                                | Policia Superintendent Smith |                        |

| Any     | Títol                       | Paper                          | Notes                          |
| ------- | --------------------------- | ------------------------------ | ------------------------------ |
| 1996    | Ivanhoe                     | Ivanhoe                        | Sèrie de televisió, 6 episodis |
| 2006    | Robin Hood                  | Ricard Cor de Lleó             | Sèrie de televisió, 1 episodi  |
| 2007    | The Tudors                  | Duc de Buckingham              | Sèrie de televisió, 2 episodis |
| 2007–08 | Heroes and Villains         | Ricard Cor de Lleó             | Sèrie de televisió, 1 episodi  |
| 2009    | Garrow's Law                | Forrester                      | Sèrie de televisió, 3 episodis |
| 2010    | Waterloo Road               | Adam Flota                     | Sèrie de televisió, 7 episodis |
| 2012    | Titanic                     | Segon Agent Charles Lightoller | Televisió minisèrie            |
| 2013    | The Syndicate               | Steve                          | Sèrie 2                        |
| 2014    | Halo: Nightfall             | Randall Aiken                  |                                |
| 2016    | Barbarians Rising           | Fritigern                      | 1 episodi                      |
| 2016    | Medici: Masters of Florence | Joan XXIII de Pisa             | 1 episodi                      |